# Niamé (Niger)
Niamé (auch: Gnamé) ist ein Dorf in der Landgemeinde Karma in Niger.

## Geographie
Das von einem traditionellen Ortsvorsteher (chef traditionnel) geleitete Dorf liegt am linken Ufer des Flusses Niger. Es befindet sich rund einen Kilometer westlich des Hauptorts Karma der gleichnamigen Landgemeinde, die zum Departement Kollo in der Region Tillabéri gehört. Zu weiteren Siedlungen in der Umgebung von Niamé zählen die auf Flussinseln gelegenen Dörfer Karma Goungou im Südosten und Komba Goura im Westen sowie die am rechten Flussufer gelegenen Dörfer Hondey Tégui und Hondey Zéno im Südwesten.
Niamé ist Teil der Übergangszone zwischen Sahel und Sudan. Die durchschnittliche jährliche Niederschlagshöhe beträgt hier zwischen 400 und 500 mm.

## Geschichte
Bei der Flutkatastrophe von 2010 gehörte Niamé zu den am schwersten getroffenen Orten in der Gemeinde Karma, in der innerhalb weniger Tage insgesamt 1436 Hektar landwirtschaftliche Nutzflächen überschwemmt wurden. Laut einer Erhebung vom September 2022 lebten in Niamé 34 interne Vertriebene aus sieben Haushalten. Niamé wurde 2023 als einer von 20 Orten im Departement Kollo als „Modelldorf“ der Initiative Spotlight zertifiziert. Das 2019 in Niger begonnene Programm zielte auf die Beseitigung geschlechtsspezifischer Gewalt und schädlicher Praktiken. Es wurde von der Europäischen Union finanziert und vom UNDP, dem UNFPA, den UN Women und der UNICEF umgesetzt.

## Bevölkerung
Bei der Volkszählung 2012 hatte Niamé 2575 Einwohner, die in 322 Haushalten lebten. Bei der Volkszählung 2001 betrug die Einwohnerzahl 1523 in 194 Haushalten und bei der Volkszählung 1988 belief sich die Einwohnerzahl auf 1364 in 223 Haushalten.

## Wirtschaft und Infrastruktur
Mit einem Centre de Santé Intégré (CSI) ist ein Gesundheitszentrum im Ort vorhanden. Der französische humanitäre Verein Niger Ma Zaada errichtete 2021 eine Wasserleitung zum CSI. Es gibt eine Schule im Dorf.